# Моравиц, Август Фёдорович
Август Фёдорович (Фердинандович) Моравиц (22 августа 1837, Санкт-Петербург — 16 сентября 1897 (1898), Бланкенбург (Гарц)) — русский энтомолог. Брат Фердинанда Фердинандовича Моравица.
Он стал хранителем коллекций насекомых Зоологического музея российской Академии наук, когда Эдуард Менетрие оставил этот пост. Он написал «Vorläufige Diagnosen neuer Coleopteren aus Südost-Sibirien» (Bulletin de l’Académie Impériale des Sciences, St. Petersburg, 5: 231—265, 1862).